# 聖伊萬島

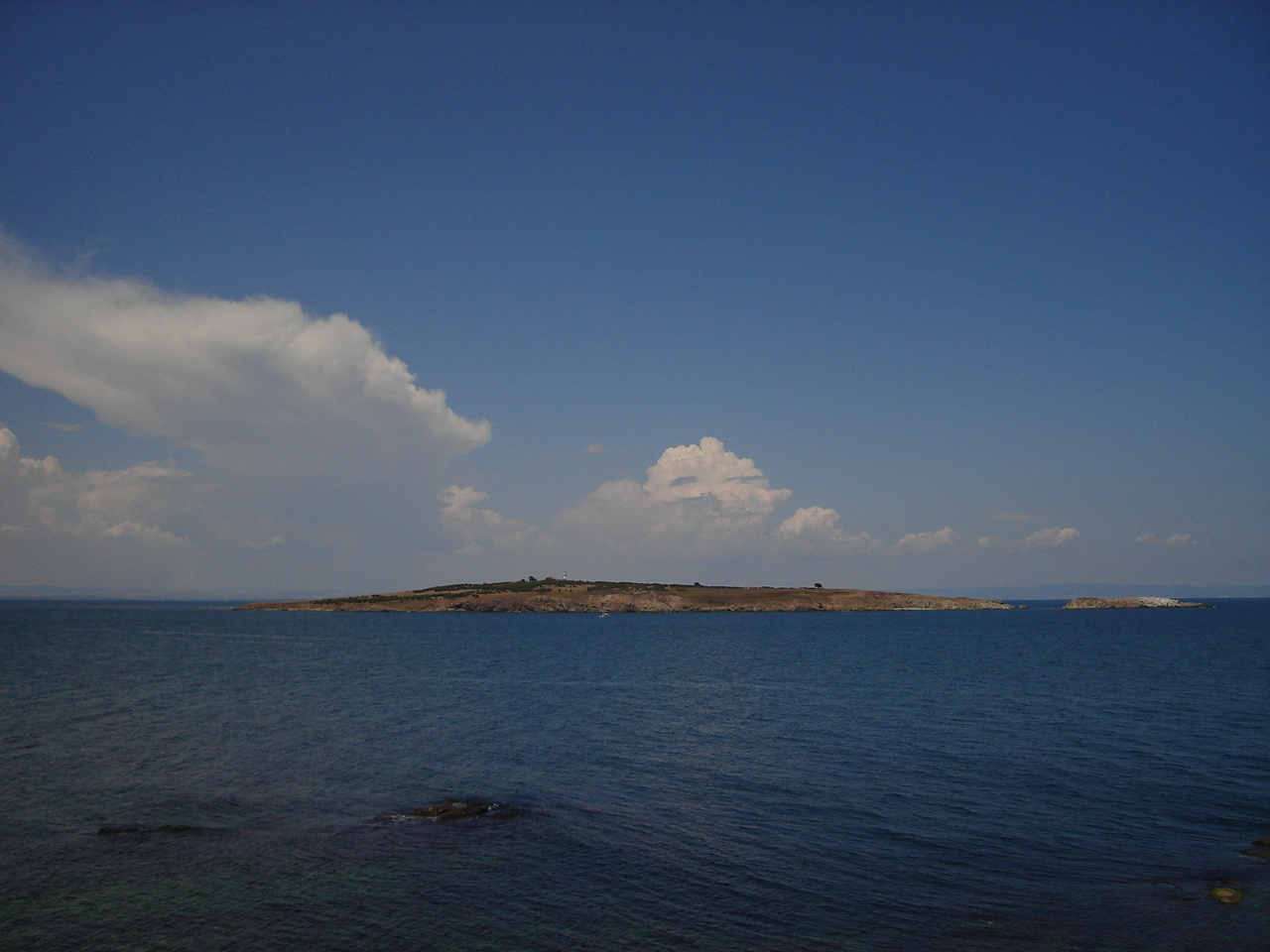

聖伊萬島是保加利亞的島嶼，位於該國東南部索佐波爾對開的黑海，面積0.66平方公里，最高點海拔高度33米，島上無人居住。2010年8月，英國廣播公司報道該島發現聖若翰洗者的骸骨。

## 外部連結
- Photos of St. Ivan Island at Sozopol.com
- Satellite image of St. Ivan and St. Peter Island

42°26′19″N 27°41′34″E / 42.43861°N 27.69278°E